# Juti Ravenna
Luigi Ravenna, detto Juti (Spadacenta, 26 dicembre 1897 – Treviso, 29 aprile 1972), è stato un pittore e critico d'arte italiano, esponente della pittura veneta del '900.

## Biografia
La sua attività artistica iniziò già nel 1914, periodo del quale rimangono alcuni disegni classici. Chiamato alle armi nella Grande Guerra eseguì una serie di schizzi raffiguranti scene del fronte, poi raccolti in album e in parte pubblicati nel libro autobiografico "Una vita per la pittura". Ma è grazie ad una visita a Firenze, realizzata durante una licenza, che entrò in contatto con gli ambienti artistici e letterari e in particolare con le opere e gli scritti di Ardengo Soffici che gli rivelarono la pittura degli impressionisti francesi. Dal 1920 si trasferì a Venezia e frequentò l'Accademia di Belle Arti. Iniziò ad esporre nel 1921, e conobbe Gino Rossi (del quale più tardi si adopererà con costanza per la rivalutazione e conoscenza dell'opera), Enrico Fonda e Pio Semeghini del quale divenne amico e che gli avrebbe fatto, in occasioni diverse, tre ritratti. Cominciò a recarsi spesso a dipingere a Burano assieme al pittore Seibezzi. Nel 1924 Nino Barbantini gli organizzò una mostra personale nell'ambito dell'Esposizione dell'Opera Bevilacqua La Masa a Ca' Pesaro.
Da allora espose nelle mostre di Ca' Pesaro, nelle Quadriennali e nelle più importanti mostre in Italia e all'estero ottenendo numerosi premi. Fu presente inoltre alle Biennali di Venezia negli anni 1928, 1930, 1932, 1934, 1948, 1950 e 1972.

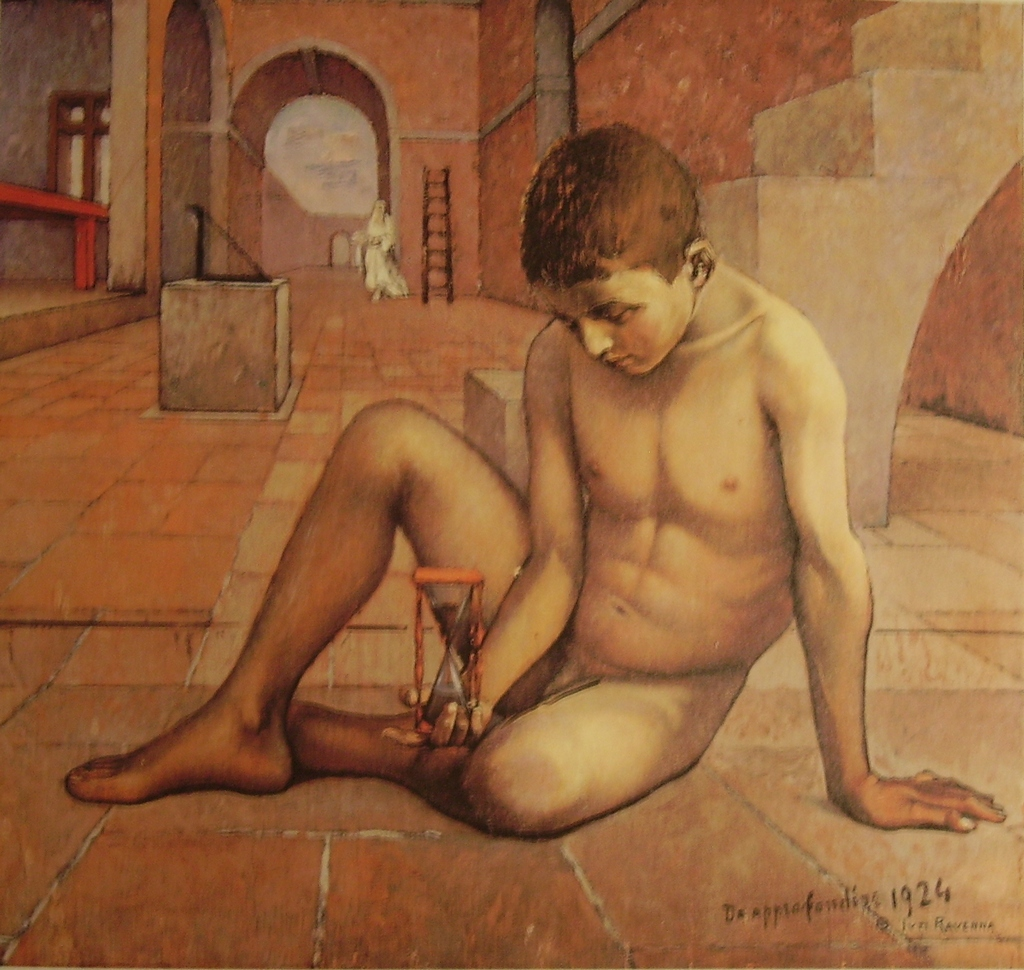
ll discepolo

"La posizione di Ravenna in quel periodo si può collocare nel post-impressionismo veneto che si affermò nelle mostre di Ca' Pesaro e che non fu un movimento vero e proprio, con programmi prestabiliti, ma una libera intesa fra giovani decisi a rinnovare il mezzo espressivo per adeguarlo alle mutate sensibilità, in netto contrasto con l'accademismo imperante nelle Biennali dell'epoca, e conferire ad esso un respiro europeo. Spirito inquieto e profondamente meditativo, egli non si stancò di spingere sempre più oltre le sue curiosità d'uomo aperto a tutte le civiltà pittoriche, antiche e recenti, che la sua cultura gli andava proponendo di volta in volta. Ed ecco la serie dei mirabili paesaggi veneziani; la sua è una Venezia del tutto inedita, spogliata di ogni inutile malizia, in decisa opposizione al “vedutismo” facile e gratuito allora in voga. Una visione malinconica, permeata di sottile quanto intensa poesia, che riconduce al lucido e invernale aspetto cantato dal suo amico poeta Cardarelli, col quale trascorreva le notti passeggiando per le calli in interminabili conversazioni." Nel 1928 tramite suo conobbe Filippo de Pisis, appena giunto da Parigi, di cui divenne amico, offrendogli anche ospitalità per alcuni mesi nel suo studio.
Ravenna durante la sua attività collaborò costantemente, con scritti critici ed illustrazioni, a varie riviste e contribuì al rinnovamento tipografico in Italia curando la stampa di parecchie edizioni. Nel 1943, tra mille difficoltà, in collaborazione con Egidio Bonfante pubblicò il volume 50 disegni di Picasso a cui seguì due anni dopo, sempre con Bonfante, il volume Arte Cubista.
"Uomo di terra più che di mare, Ravenna non riuscì mai a sottrarsi alle suggestioni della campagna del retroterra lagunare e di quella più propriamente trevigiana, sino alle prealpi." Così nel 1948 abbandonò Venezia (la grande soffitta di Palazzo Carminati, meta di famosi artisti, letterati e critici, italiani e stranieri) e si stabilì a Treviso, città che amava particolarmente e dove contava numerosi amici nell'ambito culturale (Giovanni Comisso, Sante Cancian – scomparso nel '47 -, Toni Perolo, Nevra Garatti); qui sposò la vedova di Cancian e nacque il figlio Luciano.
Nel 1951 vinse (assieme a Virgilio Guidi) il primo premio alla seconda edizione del Premio Burano.
"Il trasferimento a Treviso, a contatto con una natura esuberante, ricca di alberi e fiumi, fece subentrare in lui una prepotente e calda sensualità: dopo i prediletti grigi, rosa e violetti stesi sulla tela in finissimi accordi nel periodo veneziano, ecco i colori vivi e splendenti, in liberi e arditi accostamenti. Non si trattava però di un orgiastico e confuso abbandono, ma di una felice esplosione contenuta entro i limiti del più rigoroso controllo."
"Si recò ogni inverno, per molti anni, a dipingere nella riviera ligure, conquistato dalla bellezza dei luoghi e dalla dolcezza del clima; nacque così la serie delle Boutiques, un motivo del tutto inedito nella pittura italiana contemporanea, un tema ripreso continuamente in infinite variazioni, con sempre qualcosa da scoprire; il colore non indugiava in un minuto e laborioso descrittivismo, ma era simile alle note di una musica vibrante, suggerita dagli oggetti affastellati nell'interno e sulla soglia, di una sinfonia ricchissima di timbri e di ritmi, intonata su una stagione felice e profondamente goduta. Vi era qui sempre presente il suo amore per la bella materia, asciutta e pura, la sua pulizia, specchio esatto di quella interiore, il suo buono e coscienzioso mestiere, derivato dallo studio attento degli antichi maestri, la sua sapienza di disegnatore."

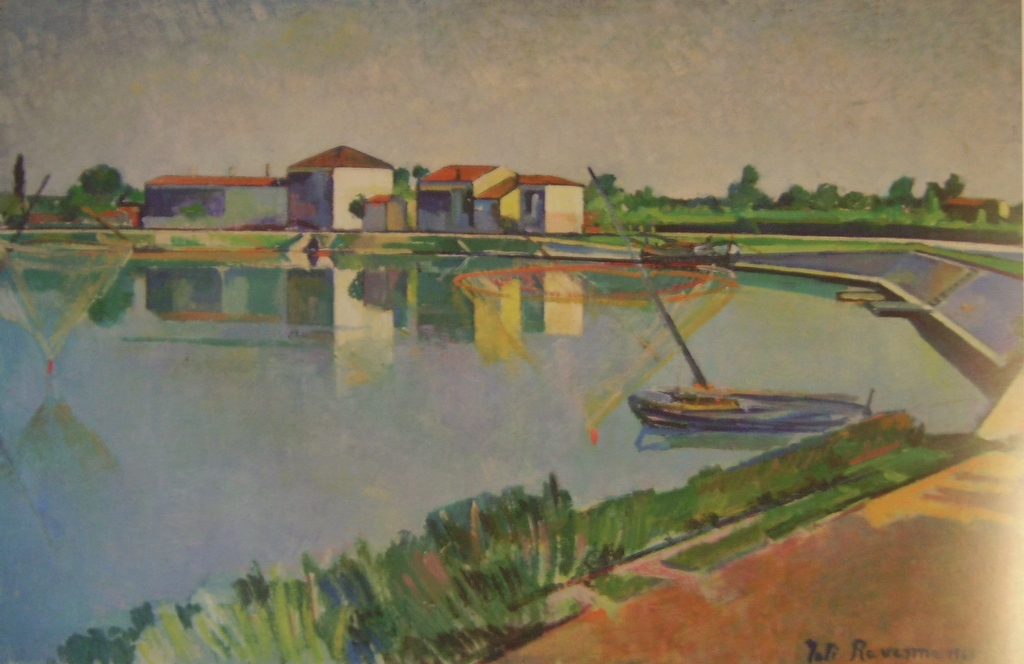
Il Sile a Casier

Successivamente furono numerosi i riconoscimenti che gli vennero attribuiti in campo nazionale fino all'onorificenza di Commendatore della Repubblica per attività artistica e la nomina ad Accademico Benemerito dell'Accademia Universitaria G. Marconi di Roma per l'attività nel campo delle arti figurative.
Ciò non cambiò però il suo modo di vivere, sempre schivo e modesto, alla maniera dei veri artisti, sacrificando tutto per l'arte.
Il 29 aprile 1972 Juti Ravenna, da tempo ammalato, si spense all'ospedale di Treviso.
Scrisse alcuni anni fa Vittorio Sgarbi: “Probabilmente c'è ancora molto da rivedere, valutazioni da capovolgere, falsi miti da abbattere e forse, nella nuova storia che sarà scritta, Ravenna avrà un posto nelle prime file”.